# Sándor Bródy
Sándor (Alexander) Bródy, född 23 juni 1863 och död 12 augusti 1924, var en ungersk författare.
Bródy har skrivit romanerna Kvinnan med de två själarna (1895), Skådespelarblod, D:r Faust (1896), Fröken Don Quixotte, En mans bekännelser med flera. Bródy har även skrivit ett flertal framgångsrika skådespel, såsom Amman och Lärarinnan (1909).